# 賓土比語
賓土比語（Pintupi，/ˈpɪntəpi, ˈpɪnə-, -bi/）是一種澳洲原住民語言，屬於帕馬-恩永甘語系中的瓦提語支，也是西部沙漠語言的變體之一。  
賓土比族使用的賓土比語，傳統分布區域介於麥克唐納湖與麥凱湖之間，北起北領地的利比格山，西至西澳州波洛克山附近的木星井。1940至1980年代，這些原住民被迫遷移至北領地西部的帕普尼亞與哈斯特斯崖社區。最後一批維持傳統沙漠生活的賓土比人於1984年遷入基維庫拉。近年來他們逐步回歸祖居地，建立了北領地的金托爾（賓土比語稱）、西澳州的基維庫拉與木星井（賓土比語稱）等社區。  
在帕普尼亞與哈斯特斯崖出生的孩童，因長期接觸阿倫特語、瓦爾皮里語等西部沙漠語言使用者，逐漸發展出新型態的賓土比-盧里查語。隨著族群西遷，多數賓土比人現今使用此混合語，但東西部方言仍有明顯差異。
賓土比語是目前保存較完好的原住民語言之一，當地學校會教授兒童學習此語言。

## 音系
K.C.與L.E.漢森於1967-1968年在帕普尼亞進行田野調查後，記錄了賓土比語的音系。

### 輔音
賓土比語有17個輔音音位，下表顯示其發音位置與拼寫符號（不同於國際音標時會標註）：  
|        | 外圍音 | 外圍音      | 舌尖音      | 舌尖音      | 舌尖音 | 舌葉-硬顎音 |
| 雙唇音 | 軟顎音 | 舌尖-齒齦音 | 舌尖-捲舌音 | 舌葉-齒齦音 |        | 舌葉-硬顎音 |
| ------ | ------ | ----------- | ----------- | ----------- | ------ | ----------- |
| 塞音   | p      | k           | t           | ʟ           | t̻      |             |
| 鼻音   | m      | ŋ           | n           | ɳ           | n̻      |             |
| 顫音   |        |             | r           |             |        |             |
| 邊音   |        |             | l           | ɭ           | l̻      |             |
| 近音   | w      | w           | ɻ           | ɻ           |        | j           |

### 元音
賓土比語有6個元音音位（3長3短），均為單元音：  
|        | 前元音 | 後元音 |
| ------ | ------ | ------ |
| 閉元音 | i / iː | u / uː |
| 開元音 | a / aː | a / aː |

## 書寫系統
漢森夫婦開發的賓土比語正寫法被用於辭典、語法概要與聖經譯本，當地雙語學校也採用此系統。  

## 相關著作

### 《世界人權宣言》譯本
2015年，賓土比-盧里查語成為首個擁有完整官方版《世界人權宣言》譯本的澳洲原住民語言，由澳洲國立大學的長者與語言學家合作完成。
以下為第一條賓土比-盧里查語譯文節錄：  
（完整譯文參見原文）